# Shigawake
Shigawake est une municipalité du Québec située dans la MRC de Bonaventure en Gaspésie.

## Toponymie
Son nom d'origine micmaque signifie « au pays du soleil levant ».

## Histoire

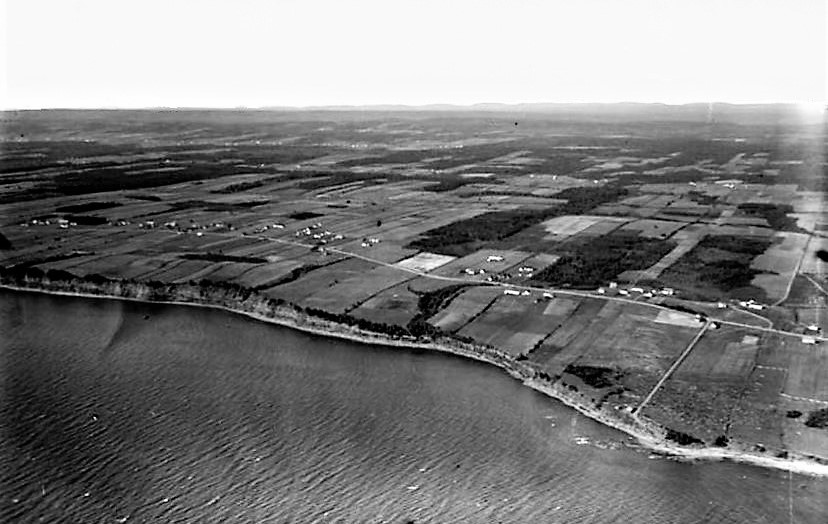
Vue aérienne de Pointe-aux-Loups-Marins et Shigawake-Est vers 1927

## Géographie
La rivière Shigawake coule entièrement dans la municipalité du centre vers le sud pour atteindre la baie des Chaleurs.
La Petite rivière Port-Daniel traverse d'ouest en est le nord de la municipalité.

## Démographie
| 1991 | 1996 | 2001 | 2006 | 2011 | 2016 | 2021 |
| ---- | ---- | ---- | ---- | ---- | ---- | ---- |
| 430  | 302  | 372  | 357  | 338  | 292  | 333  |

## Administration
Les élections municipales se font en bloc pour le maire et les six conseillers.
| Shigawake Maires depuis 2003                                                                                         |                       |         |          |
| Élection | Maire                 | Qualité | Résultat |
| 2003 | Kenneth Duguay        |         | Voir     |
| 2005 | Kenneth Duguay        | Voir    |          |
| 2009 | Kenneth Duguay        | Voir    |          |
| 2013 | Denzil Ross           |         | Voir     |
| 2017 | Colette Dow           |         | Voir     |
| 2021 | Rolande Couture-Beebe |         | Voir     |
| Élection partielle en italique Depuis 2005, les élections sont simultanées dans toutes les municipalités québécoises |                       |         |          |

## Attraits
Shigawake organise chaque année une exposition agricole.